# 圣马丹德博斯奈
圣马丹德博斯奈（法語：Saint-Martin-de-Bossenay，法語發音：[sɛ̃ maʁtɛ̃ də bɔsnɛ]）是法国奥布省的一个市镇，位于该省西北部，属于塞纳河畔诺让区。

## 地名
法语人名在日常人名译名以及《世界人名翻譯大辭典》、《法语姓名译名手册》等主流人名译名类书籍资料中多译作“马丁”，不过在《世界地名翻译大辞典》、《世界地名译名词典》和《法国地图册》等主流地名译名类书籍资料中多译作“马丹”。

## 地理
圣马丹德博斯奈（48°26'26"N, 3°40'58"E）面积16.26 平方千米，位于法国大東部大區奥布省，该省份为法国中北部省份，北起马恩省，西接塞纳-马恩省，西南至约讷省，东南至科多尔省，东临上马恩省。
与圣马丹德博斯奈接壤的市镇（或旧市镇、城区）包括：拉福斯科尔迪昂、热拉讷、马里尼勒沙泰勒、奥塞莱特鲁瓦迈松、帕尔莱罗米伊、里尼拉诺讷斯、圣卢德比菲尼。
圣马丹德博斯奈的时区为UTC+01:00、UTC+02:00（夏令时）。

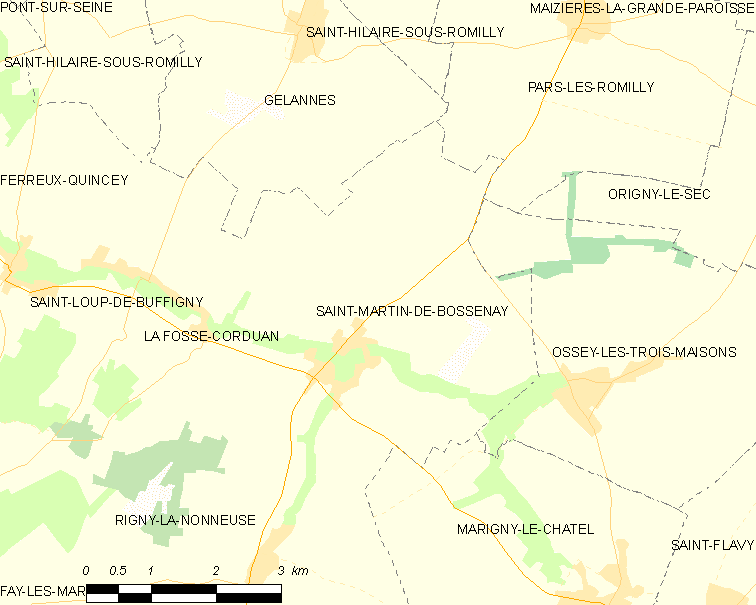
圣马丹德博斯奈的OSM定位图

## 行政
圣马丹德博斯奈的邮政编码为10100，INSEE市镇编码为10351。

## 政治
圣马丹德博斯奈所属的省级选区为圣利耶县。

## 人口

1962-2008年间圣马丹德博斯奈人口变化图示

圣马丹德博斯奈于2022年1月1日时的人口数量为350人。